# Jean de Castro
Jean de Castro (* um 1540 in Lüttich; † nach 1600 wahrscheinlich in Köln) war ein franko-flämischer Komponist und Kapellmeister der Renaissance.

## Leben und Wirken
In der Notenausgabe „Novae cantiones sacrae“ von 1588 wird Jean de Castro als Eburone bezeichnet, ein im 16. und 17. Jahrhundert öfters benutzter Name für Personen, die in Lüttich und Evreux geboren sind. Weil der Name Castro in den Lütticher Archiven häufig vorkommt, herrscht bei Musikhistorikern heute die Meinung vor, dass der Komponist aus dieser Stadt stammt. In den späten 1560er Jahren ging Castro nach Antwerpen, wo auch seine ersten Veröffentlichungen erschienen sind. Hier wirkte er offenbar zeitweise als musikalischer Berater des Verlegers Pierre Phalèse und hat möglicherweise eigene Musikausgaben vorbereitet, die bei diesem Verleger in den 1570er Jahren herauskamen. In dieser Zeit bekam Castro auch einen bedeutenden Auftrag des Kaufmanns Justinien Pense aus Lyon zur Erstellung luxuriös bebilderter Chorbücher; diese bestanden aus drei Büchern mit Castros weltlicher Musik und wurden im Jahr 1571 von Jean Pollet aus Lille kopiert. Später hat Castro viele dieser Stücke in überarbeiteter Form in Drucke der 1580er und 1590er Jahre aufgenommen.
Im November 1576 haben aufständische spanische Soldaten die Stadt Antwerpen teilweise zerstört, und Castro flüchtete auf dem Weg über Deutschland nach Frankreich. In Deutschland hatte er vielleicht schon Kontakt mit seinem späteren Dienstherrn Johann Wilhelm, dem Prinzen von Jülich und Kleve, bevor er für einige Jahre nach Lyon ging. In dem Vorwort zu seinem Second Livre de chansons, madrigals et motets (erschienen Paris 1580) hat er die Gründe für seinen dortigen Aufenthalt geschildert. Spätestens 1586, als wieder relativer Frieden in Antwerpen eingekehrt war, ist Castro in diese Stadt zurückgekehrt und hat am 27. Juni dieses Jahres die Widmung seines Werks Livre de chansons à cinq parties unterschrieben, eine Widmung an den genannten Prinzen Johann Wilhelm. In dem Vorwort dieses Werks ist vermerkt, dass das erste Stück dieser Sammlung anlässlich der Hochzeit des Prinzen mit Jakobe von Baden am 15. Juli 1585 gesungen worden war. Etwa im Jahr 1588 ist der Komponist in die Dienste des Prinzen an seinem Hof in Düsseldorf getreten, weil die Titelseiten der von ihm zwischen 1588 und 1591 veröffentlichten Sammlungen ihn als Kapellmeister von Johann Wilhelm bezeichnen. Mit der zunehmenden Erkrankung von Johann Wilhelm ab 1591 hat Jean de Castro offenbar Düsseldorf verlassen und sich nach Köln gewandt, wo er den Rest seines Lebens verbrachte. Für den Fall, dass der belgische Musikwissenschaftler A. Goovaerts (1880) die Datierung von Castros Sonets du seigneur Pierre de la Meschinière auf das Jahr 1600 richtig angegeben hat, sind nach diesem Jahr keine weiteren Werke des Komponisten erschienen, und die Musikhistoriker nehmen an, dass Castro in den ersten Jahren danach verstorben ist.

## Bedeutung
Das Ansehen Jean de Castros in seiner Zeit ergibt sich aus der großen Verbreitung seiner Werke, die nicht nur in den Niederlanden, Frankreich und Deutschland gedruckt wurden, sondern auch in Venedig und Genf. Die Anzahl der Bände seiner Kompositionen bezeugen sowohl seine Popularität als auch seine Produktivität. Drucke seiner Werke wurden in einer Anzahl verkauft, die nur von den Werken Orlando di Lassos übertroffen wurde, und die Verbreitung seiner Kompositionen hielt bis 30 Jahre nach seinem Tod an.
Die kompositorische Grundlage von Castros Musik war der imitative Kontrapunkt, aber in Übereinstimmung mit der wachsenden Bedeutung der Textdeklamation im späteren 16. Jahrhundert schafft sein Kontrapunkt Raum für einen mehr homophonen Stil. Es gibt zwar keinerlei Hinweise, dass er jemals in Italien gewirkt hat, dennoch verwendete er auch Kompositionstechniken, die typisch für die italienische Musik seiner Zeit sind, wie Wortmalerei, maßvolle Chromatik und deutliche Kontraste in der Stimmlage und dem Aufbau der Stücke; dies setzte er nicht nur in der Musik zu italienischen Texten ein, sondern auch in den Motetten und Chansons. Besonders meisterhaft beherrschte er die Dialogtechniken der geteilten Chöre (cori spezzati), was in seinen sieben- und achtstimmigen Chansons und Motetten zu Geltung kommt. In der Behandlung der Texte folgt er eng dem Sprachrhythmus (Syllabik). Die breit gefächerte Auswahl seiner Texte geht von älteren Vorlagen bis zu neueren Gedichten der Gruppe der Pléiade; in seinen Madrigalen kommen Werke von Francesco Petrarca und Torquato Tasso zur Vertonung.

## Werke (summarisch)
- Geistliche Werke
  - „Il primo libro di madrigali, canzoni & motetti“ zu drei Stimmen (Antwerpen 1569)
  - 6 Motetten zu drei Stimmen (aus Il primo libro, Löwen 1569)
  - 1 weitere Motette zu drei Stimmen (Löwen 1569)
  - „Sacrarum cantionum“ zu fünf bis acht Stimmen (Antwerpen/Löwen 1571)
  - „Triciniorum sacrorum“, Teil 1 (Antwerpen/Löwen 1574)
  - 4 Motetten zu drei Stimmen (Genf 1577)
  - 8 Motetten zu drei Stimmen (Genf 1577)
  - „Second Livre de chansons, madrigalz et motetz“ zu drei Stimmen (Paris 1580)
  - 1 weitere Motette (Genf 1580)
  - „Chansons, madrigaux et motetz“ zu drei Stimmen (Antwerpen 1582)
  - „Novae cantiones sacrae“ zu fünf bis acht Stimmen (Douai 1588)
  - „Cantiones sacrae“ zu fünf Stimmen (Frankfurt am Main 1591)
  - „Tricinium sacrorum“ zu drei Stimmen, Teil 2 (Antwerpen 1592)
  - „Cantiones aliquot sacrae“ zu drei Stimmen (Köln 1593)
  - „Bicinia [...] cantiones aliquot sacrae“ zu zwei Stimmen (Köln 1593, 1598)
  - „Missa tres“ zu drei Stimmen (Köln 1599)
  - 1 weitere Motette in einem Sammelband (Straßburg 1623)
  - 2 weitere Motetten zu fünf bis acht Stimmen
  - 1 englische Kontrafaktur
  - 1 weitere Motette in einer englischen Handschrift
  - verschiedene weitere Werke in Handschriften
- Weltliche Werke
  - 6 Chansons zu drei Stimmen (Löwen 1569)
  - 2 weitere Chansons zu drei Stimmen (Löwen 1569)
  - „Chansons et madrigales“ zu vier Stimmen (Löwen 1570)
  - 1 weitere Chanson zu vier Stimmen (Paris 1570)
  - 40 Chansons zu drei Stimmen (Löwen 1574)
  - 19 Chansons zu vier Stimmen (Antwerpen 1575)
  - „Livre de chansons nouvellement“ zu drei Stimmen (Paris 1575, Antwerpen 1582)
  - „Chansons, odes, et sonetz de Pierre Ronsard“ zu vier, fünf und acht Stimmen (Löwen/Antwerpen 1576)
  - „Livre de chansons“ zu drei Stimmen (Antwerpen 1582)
  - „Livre de chansons“ zu fünf Stimmen (Antwerpen 1586)
  - „Madrigali [...] con doi canzoni francese“ zu drei bis sechs Stimmen (Antwerpen 1588)
  - „Rose fresche. Madrigali novi“ zu drei Stimmen (Venedig 1591)
  - „Recueil des chansons“ zu drei Stimmen (Antwerpen 1591, 1609)
  - „Trois Odes contenant chascune d’elles douze parties“ zu vier Stimmen (Douai 1592)
  - „Sonets, avec une chanson“ zu zwei Stimmen (Antwerpen 1592, 1610, 1634)
  - „Chansons, stanses, sonets, et epigrammes“ zu zwei Stimmen (Antwerpen 1592, Nachdrucke 1610 und 1634)
  - „Quintines, sextines, sonets“ zu fünf Stimmen (Köln 1594)
  - „Scielta de più vaghi madrigali“ zu fünf Stimmen (Venedig 1594)
  - „Harmonie joyeuse et délectable“ zu vier Stimmen (Antwerpen 1595)
  - „Chant musicale sur les nopces du [...] Prince Don Philippe“ zu fünf Stimmen (Köln 1597)
  - „Madrigali“ zu drei Stimmen (Antwerpen 1607, 1620)
  - „Sonets, chansons“ zu zwei Stimmen, Teil 1 (Antwerpen 1610, 1634)
  - „Chansons, sonets, stanses et epigrammes“ zu zwei Stimmen, Teil 2 (Antwerpen 1610)
  - „Sonets du Seigneur Pierre de la Meschinière“ zu drei Stimmen (Douai 1600, verschollen, 1610)
  - „Recueil de chansons“ zu drei Stimmen (Douai 1604)
  - „Sonnets“ zu drei Stimmen (Douai 1604)
  - „Tricinia“ zu drei Stimmen (Douai 1604)
  - 1 weitere Chanson zu 5 bis 6 Stimmen (München 1609)
  - 1 weitere Chanson (Paris 1611, 1614)
  - 1 Madrigal und 18 Chansons (handschriftlich)
  - 1 weitere Chanson in englischer Handschrift
  - verschiedene weitere Werke in Handschriften